# Les Couvents (Archäologie)

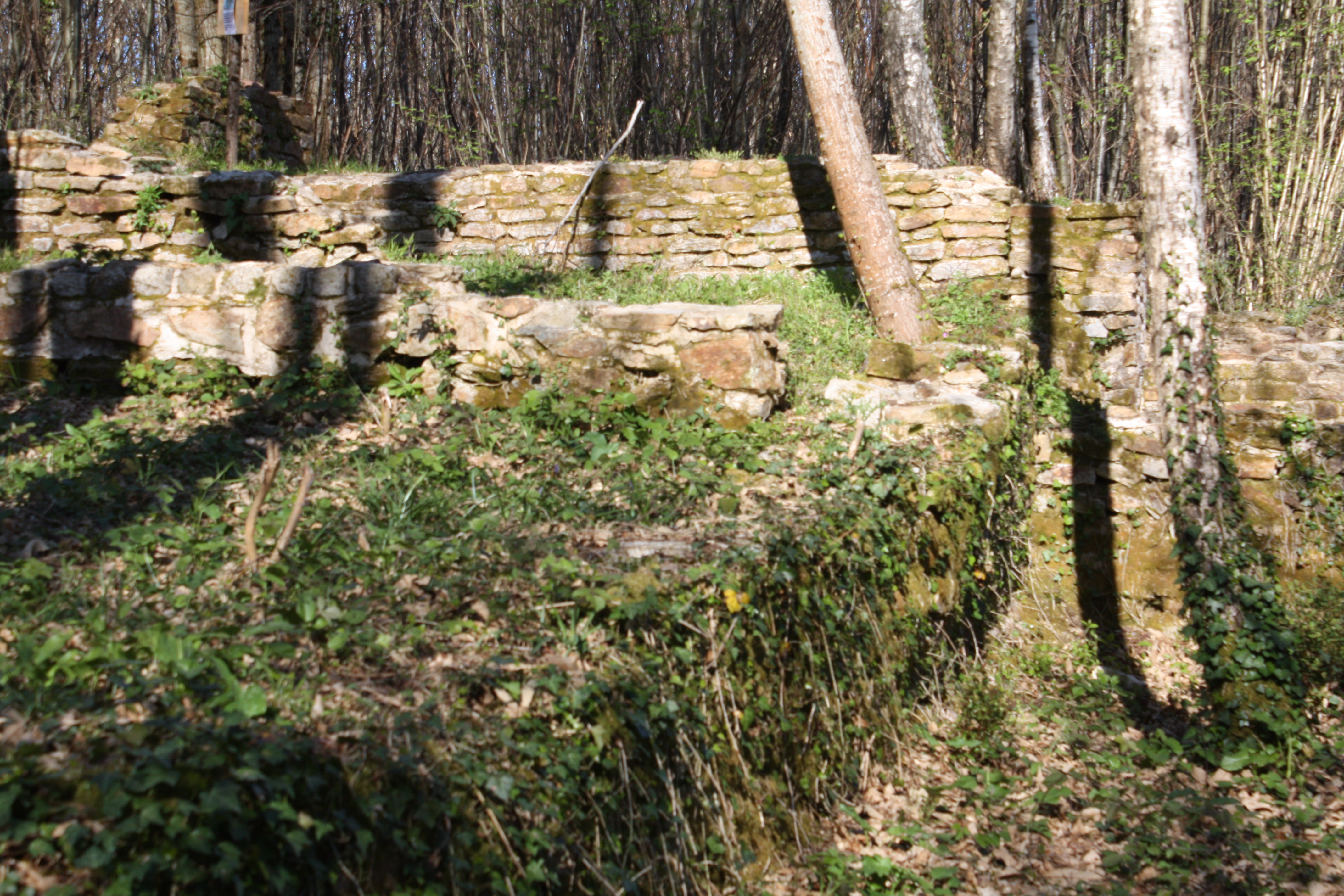
Die gallorömische Fundstätte Les Couvents

Les Couvents ist eine archäologische Fundstätte aus der Gallorömerzeit in der französischen Gemeinde La Chapelle-Montbrandeix im Département Haute-Vienne in der Region Nouvelle-Aquitaine. Sie wurde am 22. August 1979 als Monument historique ausgewiesen.

## Lage
Die Fundstätte befindet sich im Gemeindegebiet von La Chapelle-Montbrandeix, unweit rechterhand der D 64 von La Chapelle-Montbrandeix nach Dournazac, zirka 2,5 Kilometer östlich vom Ortszentrum entfernt, gelegen am Lieu-Dit Les Couvents beim Weiler Les Varognes.

## Geologie
Der Untergrund der Fundstätte wird von Augengneisen aus der Unteren Gneisdecke (LGU) des nordwestlichen Massif Central aufgebaut.

## Beschreibung
Vom einstigen Wohntrakt sind nur noch Mauerstümpfe erhalten, die als gallorömische Villa gedeutet werden. Es finden sich ferner die Überreste eines Rennofens, in dem in der ersten Hälfte des 1. Jahrhunderts Eisenerz verhüttet wurde, sowie eines Keramikofens. Ausgrabungen am Fundort zwischen 1969 und 1985 erbrachten mehrere Keramikreste, die jetzt im Rathaus (Mairie) von La Chapelle-Montbrandeix aufbewahrt werden.

### Keramikfunde
Gefunden wurden eine tiefe Schüssel, eine Speisekugel, zwei Kochtöpfe, eine Terrine und zwei Töpfe. Einer der Töpfe datiert ins 1. Jahrhundert, wie sehr ähnliche Funde in England (Colchester), in der Schweiz und im Département Var bestätigen. Die Terrine ist jüngeren Datums und stammt aus der zweiten Hälfte des  2. Jahrhunderts, mit analogen Funden aus Belgien, Deutschland und der Schweiz. Bei den Kochtöpfen existiert ein vergleichbarer Fund in Périgueux aus den Jahren 50 bis 80. Die tiefe Schüssel lässt sich der ersten Hälfte des 1. Jahrhunderts zuordnen und reicht anhand von Vergleichsfunden aus Nages-et-Solorgues (gallisches Oppidum) und Roanne sogar bis in die Zeit des Augustus zurück.